# Belgische Karate Federatie
De Belgische Karate Federatie (BKF), in het Frans Federation Belge de Karate, is een Belgische sportbond voor karate.

## Geschiedenis
De BKF ontstond in 1991 uit de samenwerking van de Fédération Francophone de Karaté (FFK) en de Vlaamse Karate Federatie (VKF). Al snel ontstonden er echter zowel binnen de FFK als de VKF meningsverschillen. Aan Franstalige zijde leidde dit tot de oprichting van de Groupe Francophone de Karaté (GFK), de Organisation Francophone du Karaté (OFK) en de Union Francophone de Karaté (UFK). Aan Vlaamse zijde waren binnen de VKF de Vlaamse Karate Vereniging (VKV) en de Vlaamse Karate Associatie (VKA) blijven bestaan. In 2000 werden de spanning onhoudbaar en beslissen beide suborganisaties opnieuw hun eigen weg te gaan. In 2002 komt het opnieuw tot een samenwerking tussen beide Vlaamse karate-organisaties en op 20 mei 2017 werd tijdens een algemene vergadering te Dendermonde besloten tot de definitieve fusie. In 2022 wijzigde de VKF zijn naam in Karate Vlaanderen. 
De FFK van haar kant werd omgevormd tot de Fédération Francophone de Karaté et Arts Martiaux Affinitaires (FFKAMA) en de LKF tot de Ligue Francophone de Karaté de Belgique (LFKB). Aan Franstalige zijde zette de versplintering van het karatelandschap zich vervolgens verder met de oprichting van de Groupe Francophone de Karaté (GFK), de Champions International Karate Association Belgique (CIKA Belgium), Shitokaï Belgium, Wado FFK, de Belgian Amateur Karate Federation (BAKF), de Alliance Karaté Development (AKD), de Goju-Ryu Karate do Kuyukai Belgium en de Association Wallonne et Bruxelloise de Karaté (AWBK).

## Structuur
De hoofdzetel van de organisatie is gelegen te Wetteren, huidig voorzitter is François Demesmaeker. De Vlaamse vleugel van de BKF is de Vlaamse Karate Federatie (VKF) en de Franstalige vleugel is de Fédération Francophone de Karaté et Arts Martiaux Affinitaires (FFKAMA). Op Europees niveau is de sportfederatie aangesloten bij de European Karate Federation (EKF) en op wereldniveau bij de World Karate Federation (WKF).